# Kyzyluzen
Kyzyluzen (Qizil Uzun) je řeka v Íránu, přítok Kaspického moře. Je 720 km dlouhá. Povodí má rozlohu 56 000 km². Na dolním toku pod soutokem s Šachrud se nazývá Sefidrud (persky سفیدرود‎).

## Průběh toku
Pramení na severozápadních výběžcích pohoří Zagros. Poté protéká západní částí Íránské plošiny a na dolním toku protíná západní výběžek hřbetu Elburs. Do Kaspického moře ústí deltou.

## Vodní režim
Průměrný průtok je 130 m³/s a maximální 600 m³/s. Existují dvě období se zvýšenou vodností, na jaře díky tání sněhu a na podzim díky dešťům.

## Využití
Na soutoku s řekou Šachrud se nachází hydrouzel Šach-Banu-Farach (vodní elektrárna o výkonu 90 MW, hráz vysoká 100 m a přehradní nádrž). V povodí Kyzyluzenu je zavlažováno 2 000 km² (pšenice, sady, vinohrady).